# Џухај
Џухај (珠海) град је Кини у покрајини Гуангдонг. Према процени из 2009. у граду је живело 542.401 становника.

## Географија

### Клима
| Клима (Џухај)              | Клима (Џухај) | Клима (Џухај) | Клима (Џухај) | Клима (Џухај) | Клима (Џухај)  | Клима (Џухај)  | Клима (Џухај)  | Клима (Џухај)  | Клима (Џухај) | Клима (Џухај) | Клима (Џухај) | Клима (Џухај) | Клима (Џухај)    |
| Показатељ \ Месец          | .Јан.         | .Феб.         | .Мар.         | .Апр.         | .Мај.          | .Јун.          | .Јул.          | .Авг.          | .Сеп.         | .Окт.         | .Нов.         | .Дец.         | .Год.            |
| -------------------------- | ------------- | ------------- | ------------- | ------------- | -------------- | -------------- | -------------- | -------------- | ------------- | ------------- | ------------- | ------------- | ---------------- |
| Средњи максимум, °C (°F)   | 17,7 (63,9)   | 17,7 (63,9)   | 20,7 (69,3)   | 24,5 (76,1)   | 28,1 (82,6)    | 30,3 (86,5)    | 31,5 (88,7)    | 31,2 (88,2)    | 30,0 (86)     | 27,4 (81,3)   | 23,4 (74,1)   | 19,6 (67,3)   | 25,2 (77,4)      |
| Средњи минимум, °C (°F)    | 12,2 (54)     | 13,1 (55,6)   | 16,2 (61,2)   | 20,2 (68,4)   | 23,6 (74,5)    | 25,7 (78,3)    | 26,3 (79,3)    | 26,0 (78,8)    | 24,9 (76,8)   | 22,3 (72,1)   | 17,8 (64)     | 13,8 (56,8)   | 20,2 (68,4)      |
| Количина падавина, mm (in) | 32,4 (12,76)  | 58,8 (23,15)  | 82,5 (32,48)  | 217,4 (85,59) | 361,9 (142,48) | 339,7 (133,74) | 289,8 (114,09) | 351,6 (138,43) | 194,1 (76,42) | 116,9 (46,02) | 42,6 (16,77)  | 35,2 (13,86)  | 2.122,9 (835,79) |
| [ тражи се извор ]         |               |               |               |               |                |                |                |                |               |               |               |               |                  |

## Становништво
Према процени, у граду је 2009. живело 542.401 становника.
| 1990.   | 2000.   | 2009    |
| ------- | ------- | ------- |
| 331.065 | 440.328 | 542.401 |